# Methylglycindiessigsäure-Trinatriumsalz
Methylglycindiessigsäure-Trinatriumsalz (MGDA-Na3) bzw. Trinatrium-α-DL-Alanindiacetat oder α-ADA), liegt das Trianion der N-(1-Carboxyethyl)iminodiessigsäure zugrunde und ist ein vierzähniger Komplexbildner, der stabile 1:1-Chelatkomplexe mit Kationen mit einer Ladungszahl von mindestens +2, z. B. den „Wasserhärtebildnern“ Ca2+ oder Mg2+ bildet. α-ADA zeichnet sich gegenüber der isomeren β-Alanindiessigsäure durch leichtere Bioabbaubarkeit und daher bessere Umweltverträglichkeit aus.

## Darstellung
Die Patentliteratur zur industriellen MGDA-Synthese beschreibt die Ansätze zur Lösung der entscheidenden Anforderungen an ein großtechnisch umsetzbares Herstellverfahren, gekennzeichnet durch
- Erzielung möglichst hoher Raum-Zeit-Ausbeuten
- Einfache Reaktionsführung bei relativ niedrigen Drücken und Temperaturen
- Realisierung von kontinuierlichen Prozessoptionen
- Erreichung möglichst niedriger Gehalte an Verunreinigungen, insbesondere mit der unter dem Verdacht der Karzinogenität stehenden Nitrilotriessigsäure
- Einsatz preisgünstiger Rohstoffe, z. B. statt reines L-Alanin das Rohgemisch der Strecker-Synthese aus Acetaldehyd, Blausäure und Ammoniak
- Vermeidung von aufwendigen und ausbeutereduzierenden Isolierungsschritten; stattdessen direkte Weiterverwendung der anfallenden Reaktionslösungen bzw. Niederschläge im nachfolgenden Prozessschritt

Ein naheliegender Syntheseweg zu α-Alanindiessigsäure geht aus von racemischem Alanin (α-DL-Alanin), das durch zweifache Cyanmethylierung mit Formaldehyd und Cyanwasserstoff, Hydrolyse des intermediär entstehenden Diacetonitrils zum Trinatriumsalz und anschließendem Ansäuern mit Mineralsäuren racemisches α-ADA in einer Ausbeute von 97,4 % d.Th. über beide Stufen liefert.
In einer späteren Patentschrift wird mit praktisch gleichen Stoffmengen und unter praktisch identischen Reaktionsbedingungen nur eine Gesamtausbeute von 77 % d.Th. und einem NTA-Gehalt von 0,1 % erzielt.
Diese Patentschrift gibt auch einen Verfahrensweg über Alaninonitril an, das durch Strecker-Synthese aus Cyanwasserstoff, Ammoniak und Formaldehyd erhalten und durch zweifache Cyanmethylierung zu Methylglycinonitril-N,N-diacetonitril umgesetzt wird (Schritt 1). Die drei Nitrilgruppen werden anschließend mit Natronlauge zum Trinatriumsalz der Methylglycindiessigsäure hydrolysiert (Schritt 2).
Die Gesamtausbeute wird mit 72 % d.Th., der NTA-Gehalt mit 0,07 % angegeben.
Eine weitere Variante verläuft über Iminodiacetonitril bzw. Iminodiessigsäure (Schritt 1'), die in schwach saurem Milieu (pH 6) mit Blausäure und Acetaldehyd zur Methylglycinonitril-N,N-diessigsäure reagiert, deren Nitrilgruppe mit Natronlauge zu MGDA-Na3 hydrolysiert wird (Schritt 2'). Das Edukt Iminodiessigsäure ist kostengünstig durch Dehydrierung von Diethanolamin zugänglich.
Die Gesamtausbeute bei dieser Prozessvariante beträgt 72 % d.Th., der NTA-Gehalt 0,07 %.
Für die kontinuierliche Prozessführung eignet sich eine weitere Variante, bei der Ammoniak, Formaldehyd und Cyanwasserstoff bei pH 6 zu Iminodiacetonitril reagieren, das im stark sauren Milieu (pH 1,5) mit Acetaldehyd in sehr guter Ausbeute von 92 % d.Th. das Trinitril Methylglycinonitril-N,N-diacetonitril ergibt (Schritt 1).
Alkalische Hydrolyse (Schritt 2) führt in einer Gesamtausbeute von 85 % d.Th. MGDA-Na3 mit einem NTA-Gehalt von 0,08 %. Diese Verfahrensvariante scheint die genannten Optimierungskriterien am besten zu erfüllen.
Unlängst wurde eine nebenproduktarme MGDA-Na3-Syntheseroute beschrieben, bei der Alanin mit Ethylenoxid im Autoklaven zum Bis-Hydroxyethylaminoalanin ethoxyliert und anschließend bei 190 °C mit Raney-Kupfer unter Druck zu α-ADA oxidiert wird.
Die Ausbeuten liegen über 90 % d.Th., die NTA-Gehalte unter 1 %. Die Prozessbedingungen lassen diese Variante eher weniger attraktiv erscheinen.

## Eigenschaften
Das handelsübliche Trinatriumsalz (84 Gew.%) der α-DL-Alanindiessigsäure ist ein farbloser, gut wasserlöslicher Feststoff, dessen wässrige Lösungen auch von nicht-adaptierten Bakterien schnell und vollständig abgebaut werden. Die aquatische Toxizität ist gegenüber Fischen, Daphnien und Algen gering.
MGDA-Na3 ist leicht bioabbaubar (OECD 301C) beschrieben und wird in Kläranlagen zu >90 % eliminiert. Im Ablauf kommunaler und industrieller Kläranlagen konnte α-ADA bisher nicht nachgewiesen werden.
Neben ihrer sehr guten Bioabbaubarkeit zeichnen sich MGDA-Na3-Lösungen gegenüber anderen Komplexbildnern vom Aminopolycarboxylat-Typ durch hohe chemische Stabilität auch bei Temperaturen über 200 °C (unter Druck) in einem breiten pH-Bereich zwischen 2 und 14, sowie durch hohe Komplexstabilitäten aus.
Die folgende Tabelle gibt die Komplexbildungskonstanten log K von MGDA im Vergleich zu Tetranatriumiminodisuccinat IDS und Ethylendiamintetraessigsäure EDTA gegenüber mehrwertigen Metallionen wieder:
| Metallionen | MGDA | IDS  | EDTA |
| ----------- | ---- | ---- | ---- |
| Ba2+        | 4,9  | 3,4  | 7,9  |
| Ag+         |      | 3,9  | 7,3  |
| Sr2+        | 5,2  | 4,1  |      |
| Ca2+        | 7,0  | 5,2  | 10,6 |
| Mg2+        | 5,8  | 6,1  | 8,7  |
| Mn2+        | 8,4  | 7,7  | 13,8 |
| Fe2+        | 8,1  | 8,2  | 14,3 |
| Cd2+        | 10,6 | 8,4  | 16,5 |
| Cr3+        |      | 9,6  |      |
| Co2+        | 11,1 | 10,5 | 16,3 |
| Zn2+        | 10,9 | 10,8 | 16,5 |
| Pb2+        | 12,1 | 11,0 | 18,0 |
| Ni2+        | 12,0 | 12,2 | 18,6 |
| Cu2+        | 13,9 | 13,1 | 18,8 |
| Al3+        |      | 14,1 | 16,1 |
| Hg2+        |      | 14,9 | 21,8 |
| Fe3+        | 16,5 | 15,2 | 25,1 |

Die Komplexbildungskonstanten der biologisch gut abbaubaren Chelatoren MGDA und IDS liegen in einem für den industriellen Einsatz brauchbaren Bereich, aber deutlich unter denen des bisherigen Standards EDTA.
In festen Zubereitungen ist α-ADA gegenüber Oxidationsmitteln wie Perboraten und Percarbonaten stabil, nicht jedoch gegenüber oxidierenden Säuren oder Natriumhypochlorit.

## Verwendung
Wie andere Komplexbildner aus der Stoffklasse der Aminopolycarbonsäuren findet α-Alanindiessigsäure aufgrund ihrer Fähigkeit zur Bildung stabiler Chelatkomplexe mit mehrwertigen Ionen, insbesondere den Wasserhärtebildnern Ca2+ und Mg2+, sowie von Übergangs- und Schwermetallionen, wie Fe3+, Mn2+, Cu2+ usw. Verwendung in der Wasserenthärtung, in Wasch- und Reinigungsmitteln, in Galvanik, Kosmetik, Papier- und Textilherstellung.
Wegen seiner Stabilität bei hohen Temperaturen und pH-Werten sollte sich MGDA-Na3 besonders als Ersatz für die ab 2017 in der EU verbotenen Phosphate, wie Natriumtripolyphosphat (im Englischen STPP sodium tripolyphosphate) in Tabs für Geschirrspülautomaten eignen.
BASF SE ist der wichtigste Hersteller für MGDA-Na3 unter dem Markennamen Trilon M, verfügt in Ludwigshafen und Lima, Ohio über Großanlagen im Weltmaßstab und erweitert derzeit die bestehenden Kapazitäten durch eine weitere Großanlage am Evonik-Standort Theodore, Alabama.